# Maybach Exelero
La Maybach Exelero è un'automobile ad alte prestazioni presentata nel 2005, progettata dalla Maybach-Motorenbau e costruita in un unico esemplare dalla fabbrica artigiana torinese Stola.

## Il contesto
La storia della Exelero affonda le sue radici nel lontano 1938, quando la Casa tedesca approntò un prototipo di berlinetta aerodinamica allo scopo di collaudare un nuovo modello di pneumatici ad alte prestazioni fabbricato all'epoca dalla Fulda Tyres, la nota Casa produttrice di pneumatici per autovetture e altri mezzi di trasporto. La partnership tra i due marchi, così stretta all'epoca, tornò più vivida che mai quasi settant'anni dopo, e precisamente nel 2005, dopo che la Maybach era tornata in attività, tre anni prima, con la produzione della sua super-ammiraglia, la 57.
La volontà, da parte della Fulda, di testare e promuovere il suo ultimo pneumatico ad alte prestazioni, fu alla base della rinnovata collaborazione tra quest'ultima e la Maybach stessa. Cominciò così un nuovo progetto destinato alla realizzazione di un nuovo prototipo sperimentale. Per quanto riguarda le linee della nuova vettura, esse nacquero dalla collaborazione fra il Politecnico di Design di Pforzheim e il Centro Stile della DaimlerChrysler, cui il marchio Maybach è appartenuto fino allo scisma tra Daimler e Chrysler e alla successiva nascita della Daimler AG (a partire da tale evento, sarebbe stata proprio la Daimler AG a detenere il marchio Maybach). Da tale collaborazione scaturì un corpo vettura assai profilato, imponente ma non per questo poco filante; anzi, i suoi 5,89 metri di lunghezza erano decisamente ben dissimulati, grazie anche agli enormi cerchi in lega da ben 23 pollici con pneumatici 315/25 ZR23. Si trattava di una coupé a due posti dalle linee aggressive e spigolose, il cui assemblaggio venne affidato alla carrozzeria Stola di Torino.
Come base meccanica per la Exelero, si scelse quella della 57, con avantreno a bracci trasversali e retrotreno a bracci multipli. Il propulsore era anch'esso direttamente derivato dal potente V12 biturbo da 5980 cm³ e da 650 CV che già equipaggiava la 57 e anche la sua versione a passo lungo, la 62. Ma in questo caso venne ulteriormente potenziato, arrivando a erogare 700 cavalli (514 kW) a 5000 giri/min e una coppia massima di 1020 Nm a 2500 giri/min. Le prestazioni dichiarate erano di 350 km/h per la velocità massima, mentre l'accelerazione da 0 a 100 km/h richiedeva 4"4. Quest'ultimo dato, che può apparire non eccezionale per una vettura di tale potenza, era giustificato dall'enorme massa che il propulsore doveva spingere, pari a 2.660 kg.
Durante i test effettuati con gli pneumatici Fulda (che tra l'altro portavano lo stesso nome della vettura), la Exelero raggiunse una velocità massima di 351,45 km/h. Il rapper Birdman ha comprato quest'auto nel 2011 per 8 milioni di dollari.